# Кампанія Сенуссі
Кампанія Сенуссі (тур. Senussi Cephesi) — військова кампанія, що тривала на території Лівійської пустелі в північній Африці під час Першої світової війни. Воєнні дії відбувалися між регулярними військами Королівства Італія та Британської імперії проти повстанського руху Сенуссі, релігійного мусульманського суфістського ордену в Лівії та Єгипті, яких підтримували військові експерти османської та німецької армій.
Після вступу Османської імперії у війну, Стамбул доклав багато зусиль, щоб переконати верховного лідера ордену Сенуссі Ахмеда ас-Сенуссі оголосити джихад та атакувати з західного напрямку зайнятий британськими військами Єгипет і підняти там повстання серед тамтешніх племен. В такий спосіб турки намагалися відволікти значні сили Британської імперії від захисту Суецького каналу, на який планувалося як раз провести рейд з метою його захоплення.
У листопаді 1915 року кіннота Сенуссі перетнула лівійсько-єгипетський кордон та розпочала військові дії поздовж єгипетського узбережжя. Спочатку британські війська змушені були відступити, але потім, здобувши низку перемог над арабськими повстанцями, в першу чергу в бою біля Агагії, до березня 1916 року британці звільнили захоплені райони Єгипту. З цього моменту осередкові бойові дії велися переважно в розгалуженій мережі оаз і продовжувалися до лютого 1917 року, до підписання миру між повстанцями та англійцями.

## Історія

### Передумови
5 листопада 1914 року Велика Британія оголосила вслід за своїми союзниками по Антанті війну Османській імперії, а 11 листопада 35-й султан Османської імперії Мехмед V оголосив джихад усім Союзникам. З цього моменту керівництво Османської імперії розгорнуло активність спонукаючи Сенуссі, напасти на султанат Єгипет із заходу. Керівництво релігійного суфістського ордену до цього не мало великих проблем з британськими військовими і загалом підтримували дружні стосунки з англійцями в Єгипті, на відміну від італійців, які нещодавно окупували Лівію. На той час, озброєно крило Сенуссі мало у своїх лавах близько 10 000 вершників, озброєних сучасними гвинтівками, і значною кількістю боєприпасів. Османське командування бажало, щоб Сенуссі розпочали операцію, напавши з тилу на захисників Суецького каналу. До цього османи зазнали невдач у попередніх атаках проти британських військ на сході Синайського півострову і хотіли, щоб їх відволікли атакою з протилежного напрямку.
Османські посланці здобули згоди з боку великого лідера Сенуссі, який пообіцяв підтримати їх у війні з британцями. Однак, не усі Сенуссі підтримували це рішення. Турки почали поставляти кулемети та легку артилерію повстанцям, використовуючи підводні човни, що доставляли важливе майно, озброєння, оснащення та гроші на лівійське узбережжя. В оазі Сива були зосереджені головні сили Сенуссі, чисельністю близько 5 000 воїнів, і тут німецькі та турецькі інструктори проводили підготовку арабських добровольців діям при зброї, навчаючи їх правилам поводження з кулеметами та гарматами. Тим часом, під керівництвом радників штаб Ахмеда ас-Сенуссі планував атаку на прибережні населені пункти Соллум, Мерса-Матрух і Ель-Дабаа та південні оази Бахарія, Фарафра, Дахла і Харга.

### Початок боїв
Починаючи з лютого 1915 року летючі кінні загони Сенуссі почали нападати на єгипетські невеликі гарнізони у прибережній смузі. Врешті-решт частота та масштаби атак наростали, але у відкриту нападати на британські гарнізони араби поки що не наважувалися. В ночі з 19 на 20 листопада Сенкуссі обстріляли британців, що дислокувалися у Соллумі; наступного дня ними був атакований невеликий спостережний пост у 48 км від Соллума. Коли новини про атаки арабських повстанців досягли центральної частини Єгипту, в Александрії почалося громадянське безладдя.
Командування британських сил в Єгипті, усвідомлюючи складні природні умови, величезні відстані між гарнізонами та відсутність належної кількості рухомих засобів пересування, застосовувало політику уникнення безглуздих атак у відповідь. Натомість віддаленим постам та окремим гарнізонам було наказано відступити до Мерса-Матрух, з його відмінними оборонними властивостями, достатніми запасами води, що мало немаловажне значення при веденні боїв у пустелі, та який на 120 км був ближче до Александрії. За рахунок перегрупування своїх сил британці зосередили поблизу Мерса-Матрух близько 40 000 військ. Часткою сил було організоване патрулювання важливих оаз, містечок та прибережної залізниці. До 5 грудня у гарнізон Мерса-Матрух прибули два літаки B.E.2 Королівського льотного корпусу.

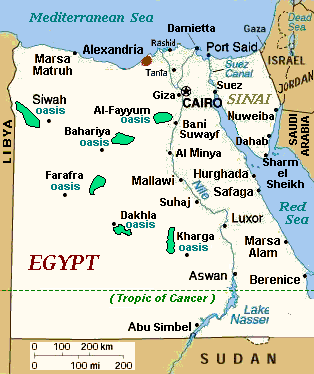
Мапа Єгипту з оазами.

В кінці листопада 1915 року між окремими загонами Сенуссі та патрульними підрозділами британсько-єгипетських сил сталася низка сутичок.
11 грудня 300 вояків Сенуссі обстріляли із засідки маршову колону британських військ біля Ваді Сенаб. У сутичці британці втратили 16 чоловіків загиблими та 17 пораненими, у свою чергу вбивши 80 арабів та захопивши сімох у полон.
З 15 до 24 грудня в пустелі погіршилися погодні умови, повстанці призупинили напади і британське командування скористалося цим для посилення своїх сил, направивши 1-й батальйон новозеландської стрілецької бригади на допомогу гарнізону в Мерса-Матрух. Тим часом, основні сили Ахмеда ас-Сенуссі, близько 5000 арабських вершників з кулеметами та батареєю легких гармат, зосередилися в 10 км західніше міста, де їх виявила повітряна розвідка. Одночасно британці отримали розвідувальні дані, що поблизу перебуває ще декілька загонів повстанців, а також вершники бедуїнів, які чекали на результати бою між британцями і арабами, щоб приєднатися до повстанського руху в разі перемоги Сенуссі. Командир британського гарнізону Александер Воллес ухвалив рішення на очікувати ворожого штурму, а несподіваною атакою вночі завдати противникові поразку. О 5 ранку 25 грудня дві колони британських військ вирушили з Мерса-Матруху.
У ранкові години 25 грудня у Ваді Маджид зав'язався бій, коли британські війська організовано атакували арабів, що не очікували на появу ворога. В результаті бою хоча британці й не змогли повністю розгромити формування Сенуссі, водночас їм було завдано серйозних втрат, в стрілянині загинуло близько 100 повстанців, англійці захопили 80 верблюдів та спалили їхній табір.
До 17 годин підполковник Гордон, що очолював марш, переслідував розрізнені загони противника, що втекли з поля битви. Після чого розбив бівак біля Гебель Медва, а кінноту відправив до Матруха. Хоча перемога при Ваді Маджид серйозно підірвала ідеї повстанського руху, невдача британської кавалерії остаточно розгромити ворога призвела до того, що сили Ахмеда ас-Сенуссі ще перебували у великій кількості.

Австралійський підрозділ Імперського верблюжого корпусу. Перша світова війна

Наприкінці 1915 — початку 1916 року Сенуссі не вживали спроби атакувати британців. До того ж почався сезон тропічних дощів, і пересуватися пустелею стало складно. Окремі загони Західних прикордонних військ знайшли та знищили табори бедуїнів, які навіть не спробували чинити опір і, тим більш, приєднатися до повстання.
19 січня 1916 року повітряна розвідка виявила головний табір Сенуссі біля Галазіна на відстані 35 км від Матруха. Командуванням вирішило не гаяти часу і атакувати ворожий табір якомога скоріше. 22 січня дві колони британських військ, зневажаючи на дощ, вирушили назустріч арабському формуванню. Через погані дорожні умови техніка в'язнула в мокрому піску, тому її довелося повернути назад до пункту постійної дислокації.
Після 11-км маршу британці вийшли на арабські позиції та вступили з ними в бій. Битва відбувалася з перемінним успіхом, втім, британцям вдалося розгромити противника та прорватися до його польового табору, звідкіля Сенуссі відступили в пустелю. Через бездоріжжя британська кавалерія не змогла організувати переслідування повстанців.
У лютому 1916 року на посилення британських Західних прикордонних військ з Порт-Саїда прибув гідроавіаносець «Бен-май-Шрі». 15 лютого один з його літаків виявив укріпленні табори Сенуссі поблизу Агаджії. Майор-генерал Вільям Пейтон, командувач Західних військ, отримавши посилення — 1-шу південно-африканську бригаду бригадного генерала Генрі Лукіна — 26 лютого атакував противника в його таборі. В ході важкого бою за Агаджію сторони зазнали серйозних втрат. Однак, британці завдали поразки племінним загонам, спричинивши понад 500 втрат противнику, і захопили в полон одного з головних командирів повстанців, офіцера османської армії Джафара аль-Аскарі, який командував угрупованнями, котрі діяли поблизу узбережжя.
28 лютого південно-африканські війська генерала Лукіна без спротиву здобули Сіді-Баррані.
Протягом наступних тижнів відбулося декілька локальних сутичок, в яких повстанці Сенуссі зазнали поразки, і остаточно розгромлені у приморській зоні, решти арабських формувань відступили за кордон Лівії.
Після поразки у прибережній зоні, військові формування Сенуссі продовжували діяти у глибині Лівійської пустелі. 11 лютого 1916 року 500 воїнів Сенуссі на чолі з Ахмедом ас-Сенуссі захопили оазу Бахарію. Потім ними була захоплена оаза Фарафра і загони повстанців висунулися до оази Дахла. Головні сили британської армії, що прикривали долину Ніла та головну наземну транспортну артерію султанату — залізницю поздовж річки, в основному були зосереджені поблизу Бені-Суейф. Після перемоги на середземноморському узбережжі, британське командування розпочало перекидання частини своїх сил з півночі в центральний Єгипет, аж до найпівденнішої точки міста Есна.
Ще в листопаді 1915 року був сформований Імперський верблюжий корпус, який комплектувався підрозділами від 1-ї та 2-ї австралійських дивізій, австралійської легкої кавалерією, новозеландських та англійських частин. Цей корпус грав важливу роль в організації патрулювання та проведенні рейдових дій у пустельних регіонах, що в поєднанні запровадження британцями механізованих патрулів на легких бронеавтомобілях Rolls-Royce значно посилили спроможності щодо своєчасного проведення розвідки і виявлення сил противника. Завдяки цим патрулям Сенуссі були відрізані від долини Ніла й ізольовані в захоплених оазах.
Надалі бойові дії між британцями та Сенуссі носили осередковий характер, формування британської армії поступово витісняли повстанців з оаз, які вони захопили, й нарешті, 21 січня 1917 року Ахмед Шаріф ас-Сенуссі з 1200 своїх прибічників відступив до Лівії, зібравши свої сили в Ель-Джагбубі.